# Liste der Bodendenkmale in Bertsdorf-Hörnitz
In der Liste der Bodendenkmale in Bertsdorf-Hörnitz sind die Bodendenkmale der Gemeinde Bertsdorf-Hörnitz und ihrer Ortsteile nach dem Stand der Auflistung von Harald Quietzsch und Heinz Jacob aus dem Jahr 1982 aufgelistet. Eventuelle Änderungen und Ergänzungen, insbesondere aus der Zeit nach der Wende, sind nicht berücksichtigt, da für Sachsen aktuell keine neueren allgemein zugänglichen Bodendenkmallisten vorliegen. Die Baudenkmale sind in der Liste der Kulturdenkmale in Bertsdorf-Hörnitz aufgeführt.
| Denkmal-ID | Fundart            | Ortsteil  | Bezeichnung | Zeitstellung    | Lage                                                               | Bemerkungen                                                                              | Bild |
| ---------- | ------------------ | --------- | ----------- | --------------- | ------------------------------------------------------------------ | ---------------------------------------------------------------------------------------- | ---- |
| ?          | besonderer Stein   | Bertsdorf | Steinkreuz  | Spätmittelalter | westsüdwestlich des Orts, südöstlich an der Straße nach Saalendorf | jüngere Jahreszahl und Kreuz eingemeißelt, Schutz seit 18. August 1970                   |      |
| ?          | Befestigung > Burg | Hörnitz   | Wasserburg  | Mittelalter     | im Ort, Bachaue westlich des Guts                                  | überbaut, Graben teilweise verebnet, Schutz seit 9. Dezember 1935, erneuert 3. Juli 1958 |      |